# 觸電 (電影)
《觸電》是以電競題材達成夢想的香港勵志電影，由梁國輝執導，演員包括林敏驄、柯煒林、伍詠薇、陳穎欣、蘇皓兒、羅莽、馮素波、盧慧敏、陳毅燊、陳苡臻及吳肇軒，羅浩銘首度兼任原創故事、策劃、動作指導及演員。

## 劇情
講述人到中年的車仔（林敏驄飾）為了拯救面臨倒閉的網吧而組成一支電競隊在賽場上搏殺，完成一場不可能的戰鬥，在過程中體會到親情友情的羈絆性而讓心懷夢想的他們不再抱憾。

## 演員
- 林敏驄 飾演 車仔：伍詠薇的前夫，Happy Hour電競隊隊長，帶領電競隊比賽挑戰夢想。
- 柯煒林 飾演 邦少：電競選手。
- 伍詠薇 飾演 ：林敏驄的前妻。
- 陳穎欣 飾演 霏霏：林敏驄及伍詠薇的女兒，Happy Hour電競隊隊員。
- 蘇皓兒 飾演
- 羅莽 飾演 八爺：阿蘭的丈夫。
- 馮素波 飾演 阿蘭：八爺的妻子，患有腦退化。
- 盧慧敏 飾演
- 陳毅燊 飾演
- 陳苡臻 飾演
- 吳肇軒 飾演

## 製作
本片於2023年10月10日正式開拍並舉行拜神儀式。

## 外部連結
- 香港影庫上《觸電》的資料（繁體中文）
- 豆瓣电影上《觸電》的資料 （简体中文）